# Batalla de Shizugatake
La batalla de Shizugatake (賤ヶ岳の戦い Shizugatake no Tatakai) tingué lloc durant el període Sengoku japonès entre els seguidors de Hashiba Hideyoshi i Oda Nobutaka. George Sansom afirmà d'ella que «ha de ser recordada com una de les batalles més decisives de la història japonesa».

## Descripció
El maig de 1583, un antic general de Nobunaga anomenat Shibata Katsuie coordinà diversos atacs simultanis a, una sèrie de forts detinguts pels generals de Hideyoshi, Iwasaki-yama, Tagami i Shizugatake, aquest darrer custodiat per Nakagawa Kiyohide i Takayama Ukon.
Sakuma Morimasa fou qui atacà aquests forts per ordres de Shibata Katsuie. Iwasaki-yama va caure i Nakagawa va ser assassinat, però les defenses de Shizugatake es van mantenir. Quan va sentir que Hideyoshi havia campat les seves tropes a Ōgaki, amb 20.000 efectius a cavall, Shibata Katsuie va ordenar a Sakuma Morimasa que mobilitzés les seves tropes cap a Ōiwa. Sakuma, però, no va fer cas de les ordres del seu senyor, calculant que el castell hauria caigut abans que l'exèrcit d'Hideyoshi pogués arribar.
Tot i que Hideyoshi es trobava a almenys tres dies de distància, va conduir els seus homes en una marxa forçada durant la nit, recorrent gairebé 80 kilòmetres en 6 hores, i es va unir als defensors de Tagami. Sakuma va ordenar als seus homes trencar les línies de setge i preparar-se per la defensa.

### Persecució i victòria
L'exèrcit de Hideyoshi pressionava les forces de Sakuma, empenyent-les cap a la fortalesa de Shibata Katsuie, el castell Kitanosho (Fukui) a la província d'Echizen. Es van apoderar del castell al cap de tres dies, però no abans que Shibata l'incendiés i morís juntament amb la seva família, cometent seppuku.

## Conseqüències

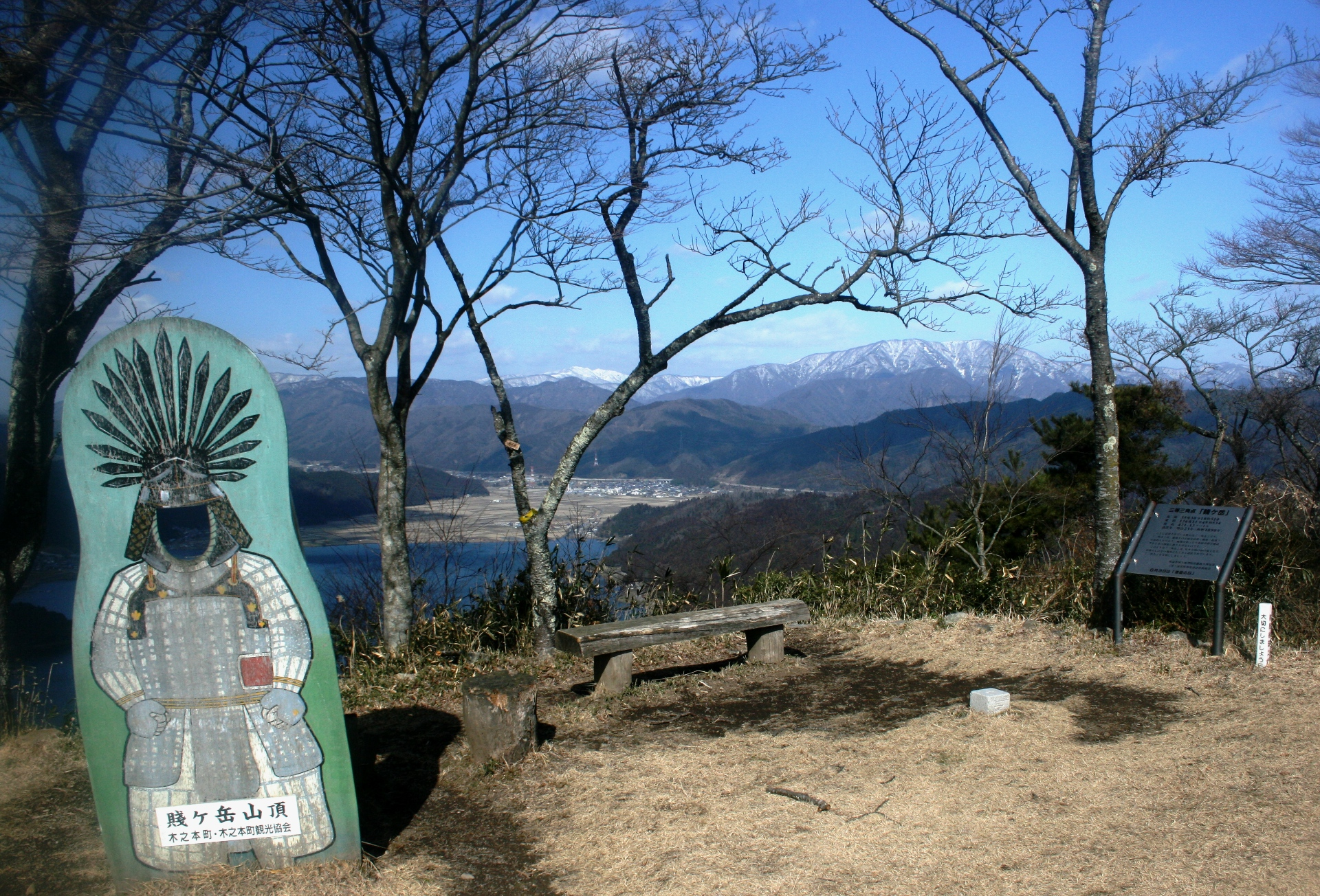
Cim del Mont Shizu i el Llac Yogo

Els set generals de Hideyoshi, en la batalla de Shizugatake, van obtenir una gran de fama i honor i van ser coneguts com el shichi-hon yari o les "Set llances" de Shizugatake. Entre aquests generals hi havia homes que després es convertirien en alguns dels més propers vassalls de Hideyoshi, com Katō Kiyomasa.